# エヴァ・ロンゴリア
エヴァ・ロンゴリア（Eva Longoria、1975年3月15日 - ）は、アメリカ合衆国の女優。
アメリカの人気海外ドラマ『デスパレートな妻たち』にて、チャーミングでわがままな主婦ガブリエル・ソリス役を演じ、大ブレイクを果たした。

## 来歴

### 生い立ち
テキサス州コーパスクリスティにて、メキシコ系の両親のもとに生まれる。3人の姉がおり、農場を経営する一家は比較的貧しい環境で育った。
14歳の頃からファストフード店のウェンディーズで6年間アルバイトをした。
高校卒業後にテキサスA&M大学キングスヴィル校で運動学を学ぶ。

### キャリア
大学在学中に地元のミスコンで優勝し、大学卒業後にロサンゼルスでタレント・コンテスト等に参加するうちにエージェントに見出される。2000年からテレビに出始め、『ビバリーヒルズ青春白書』などにゲスト出演する。2001年から2003年まで放送されたソープオペラ『The Young and the Restless』にレギュラー出演し、注目を集める。

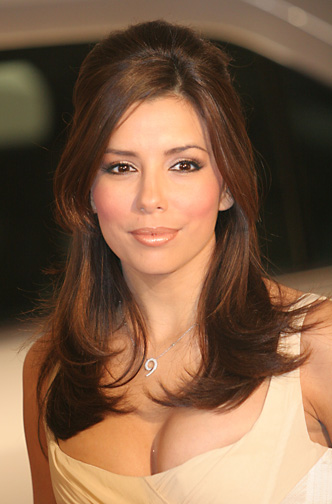
ブレイク時期（2006年）

2004年から始まった『デスパレートな妻たち』のガブリエル・ソリス役でブレイクし、ゴールデングローブ賞にもノミネートされた。2005年と2006年のマキシム誌による「ホットな女性」1位に選ばれる。
2009年10月、米TVガイドがアメリカのテレビ番組におけるギャラを発表し、出演ドラマである『デスパレートな妻たち』の出演料が1話につき、40万ドル（日本円で約4000万円）で女性部門の1位にランクインした。
2010年7月23日付の『TV magazine』がTVスターたちのギャラをランキングで発表し、『デスパレートな妻たち』の1エピソードあたりの出演料が40万ドル（日本円で約3400万円）でコメディ俳優部門の3位にランクインした。
2011年9月、米経済専門誌『フォーブス』はTV界で最も稼いだ女優たちを発表し、2010年5月から2011年5月までの1年間で1,300万ドル（約10億円）を稼いで1位にランクインした。
俳優以外の活動では、アイスクリームのMagnumやロレアルの広告塔に起用されている。
2008年にロサンゼルスのハリウッド大通りにレストラン「Beso」をオープンした。翌年、ラスベガス店をオープンするも、衛生面の問題により保健所から指導される事が多く、客足が激減。毎月7万6,000ドルの赤字を出し、180万ドルの家賃滞納で2011年初めに破産申請をした。現在はロサンゼルスの本店のみが営業中。
代表作『デスパレートな妻たち』で演じている家事が大の苦手なガブリエルのキャラクターとは対照的に、エヴァ自身は料理好きを自称しており、2011年には料理本『Eva’s Kitchen: Cooking with Love for Family and Friends』を出版。伝統的なメキシコ料理を中心とした自慢のレシピを掲載している。
慈善活動家としても活動の幅を広げており、チャリティー活動に積極的に参加している。2010年には、女性のキャリア構築や少女達が大学へ通うための教育プログラムのサポートをし、ラテン系社会における女性や子供達がより良い未来を築くための支援をするチャリティー団体「Eva Longoria Foundation」を創設。2012年3月には自身のプロデュースした香水「EVAmour by Eva Longoria」を発表し、1本売り上げるごとに「Eva Longoria Foundation」に1ドルが寄付されるなど、さまざまな慈善活動に貢献することにしている。

### 私生活
2002年1月20日に俳優のタイラー・クリストファーと結婚するが、2004年1月19日に離婚。その後イン・シンクのメンバーのJC・シャゼイと交際していた時期もあった。
2006年11月30日にNBA選手のトニー・パーカーとの婚約を発表。2007年7月7日にパーカーの母国フランスにあるサン・ジェルマン・ロクセロワ教会で挙式し、「エヴァ・ロンゴリア・パーカー」と名乗る。
2010年11月、性格の不一致を理由に、ロサンゼルスの裁判所に離婚の訴えを起こした。時を同じくして、トニーもテキサスの裁判所に訴えを起こしている。2011年2月1日に正式に離婚が成立した。
その後すぐにペネロペ・クルスの弟エドゥアルド・クルスと交際をスタートさせ、2012年3月に破局。その後、一緒に旅行しているところをパパラッチされ復縁が明らかになるも、2012年6月に再び破局。
2012年9月には、『ニューヨーク・ポスト』紙にてニューヨーク・ジェッツのクォーターバックでメキシコ系アメリカ人のマーク・サンチェスとデートしている姿が報じられ、マークやチーム側はその熱愛報道を否定するも、エヴァはトーク番組「エキストラ」にて交際を認めた。10月にはマークと共にマンハッタンでアパート探しをしている姿を報じられるが、同下旬に『E!』によって2人の破局が報じられた。同日にマークの代理人がゴシップ誌『Usウィークリー』に破局を発表。わずか数か月の交際に早くもピリオドが打たれた。
2013年10月からメキシコに本社があるスペイン語圏最大のテレビ局「テレビサ」社長のホセ・アントニオ・バストンと交際し、2015年に婚約。2016年5月結婚。2018年6月19日、ロスにて第一子となる男児を出産。

## フィルモグラフィー

### 映画
| 年   | 邦題/原題 | 役名                       | 備考             | 吹替       |
| ---- | --- | -------------------------- | ---------------- | ---------- |
| 2004 | Ms.リベンジャー Carlita's Secret | カリータ / レクサス        |                  |            |
| 2004 | デッドマン・コーリング The Dead Will Tell                                                                                            | ジェニー                   | テレビ映画       |            |
| 2005 | バッドタイム Harsh Times | シルヴィア                 |                  | 山田美穂   |
| 2006 | ザ・センチネル/陰謀の星条旗 The Sentinel                                                                                             | ジル・マリン               |                  | 小林さやか |
| 2007 | ライラにお手あげ The Heartbreak Kid                                                                                                  | コンスエラ                 | ノンクレジット   | TBA        |
| 2010 | ティーンエイジ・パパラッチ レンズの向こうに見える、僕の未来 Teenage Paparazzo                                                        | 本人                       | ドキュメンタリー |            |
| 2011 | ドン底女子のハッピースキャンダル Without Men                                                                                         | ロサルバ                   |                  | 松山鈴     |
| 2011 | アーサー・クリスマスの大冒険 Arthur Christmas                                                                                        | チーフ・ド・シルヴァ       | 声の出演         | 野沢由香里 |
| 2012 | 大いなる勝利のために メキシコ革命1926 For Greater Glory                                                                              | トゥリタ・ゴロスティエータ |                  |            |
| 2012 | ギャングバスターズ The Baytown Outlaws                                                                                               | セレステ・マーティン       |                  | 沢海陽子   |
| 2013 | ダークウォーター 〜奪われた水の真実〜 A Dark Truth                                                                                   | ミア・フランシス           |                  | 合田絵利   |
| 2013 | 私にだってなれる! 夢のナレーター単願希望 In a World...                                                                               | 本人役                     |                  |            |
| 2014 | ジョン・ウィック John Wick | N/A                        | 製作             | N/A        |
| 2015 | ヴィジョン/暗闇の来訪者 Visions | アイリーン                 |                  | 日野由利加 |
| 2016 | ローライダー 〜絆をつなぐ改造車〜 Lowriders                                                                                          | グロリア・アルヴァレス     |                  |            |
| 2018 | オーバーボード Overboard | テレサ                     |                  | TBA        |
| 2019 | 劇場版 ドーラといっしょに大冒険 Dora and the Lost City of Gold                                                                       | エレーナ                   |                  | 東内マリ子 |
| 2020 | シルヴィ 〜恋のメロディ〜 Sylvie's Love                                                                                              | カルメン                   |                  | 斎藤恵理   |
| 2021 | リタ・モレノ: 私は進み続ける Rita Moreno: Just a Girl Who Decided to Go for It                                                       | 本人                       |                  | 河村梨恵   |
| 2021 | ボス・ベイビー ファミリー・ミッション The Boss Baby: Family Business                                                                 | キャロル・テンプルトン     | 声の出演         | 坂本真綾   |
| 2021 | All-Star Weekend | Asia                       |                  | N/A        |
| 2022 | Unplugging | Jeanine                    |                  | N/A        |
| 2022 | Aristotle and Dante Discover the Secrets of the Universe                                                                             | Soledad Quintana           |                  | N/A        |
| 2022 | 私たちの声 Tell It Like a Woman | アナ                       |                  | N/A        |
| 2025 | アレクサンダーの、ヒドクて、ヒサンで、サイテー、サイアクな家族旅行 Alexander and the Terrible, Horrible, No Good, Very Bad Road Trip | ヴァル・ガルシア           |                  |            |
| 2025 | War of the Worlds: Revival | Sandra Salas               |                  | N/A        |
| 2025 | ザ・ピックアップ 〜恋の強盗大作戦〜 The Pickup                                                                                       | ナタリー・ピアース         |                  | 日野由利加 |

### テレビ
| 年        | 邦題/原題                                                     | 役名                             | 備考                                                             | 吹替       |
| --------- | ------------------------------------------------------------- | -------------------------------- | ---------------------------------------------------------------- | ---------- |
| 2000      | ビバリーヒルズ青春白書 Beverly Hills, 90210                   | 客室乗務員3                      | 1エピソードに出演                                                |            |
| 2000      | ジェネラル・ホスピタル General Hospital                       | ブレンダ・バレット・ルーカライク | 1エピソードに出演                                                |            |
| 2001-2003 | ザ・ヤング・アンド・ザ・レストレス The Young and the Restless | イザベラ                         | 4エピソードに出演                                                |            |
| 2004-2012 | デスパレートな妻たち Desperate Housewives                     | ガブリエル・ソリス               | メインキャスト 181エピソードに出演                               | 日野由利加 |
| 2006      | ジョージ・ロペス George Lopez                                 | ブルック                         | 1エピソードに出演                                                |            |
| 2008      | チルドレンズホスピタル Childrens Hospital                     | 新チーフ                         | 1エピソードに出演                                                |            |
| 2013      | ザ・シンプソンズ The Simpsons                                 | イザベル                         | 声の出演 第25シーズン第6話「強力な対立候補」                     |            |
| 2013-2016 | デビアスなメイドたち Devious Maids                            | 本人役                           | 製作総指揮 第2シーズン第1話を監督 第4シーズン第1話に本人役で出演 | 日野由利加 |
| 2014-2015 | ブルックリン・ナイン-ナイン Brooklyn Nine-Nine                | ソフィア・ペレス                 | 第2シーズンの4エピソードに出演                                   |            |
| 2015-2016 | Telenovela                                                    | Ana Sofia Calderón               | 主演、11エピソードに出演                                         | N/A        |
| 2017      | Empire 成功の代償 Empire                                      | シャーロット・フロスト           | 第3シーズンの3エピソードに出演                                   |            |
| 2018      | ボージャック・ホースマン BoJack Horseman                      | ヨランダの母                     | 声の出演 第5シーズン第3話「計画的陳腐化」                        |            |
| 2024      | ランド・オブ・ウーマン Land of Women                          | ガラ                             | 兼製作総指揮                                                     | 木村香央里 |
| 2024      | マーダーズ・イン・ビルディング Only Murders in the Building   | 本人                             | 第4シーズンに出演                                                | 日野由利加 |